# 白鳥神社 (長野市)
白鳥神社（しろとりじんじゃ）は、長野県長野市松代町西條舞鶴山にある神社。旧社格は県社。

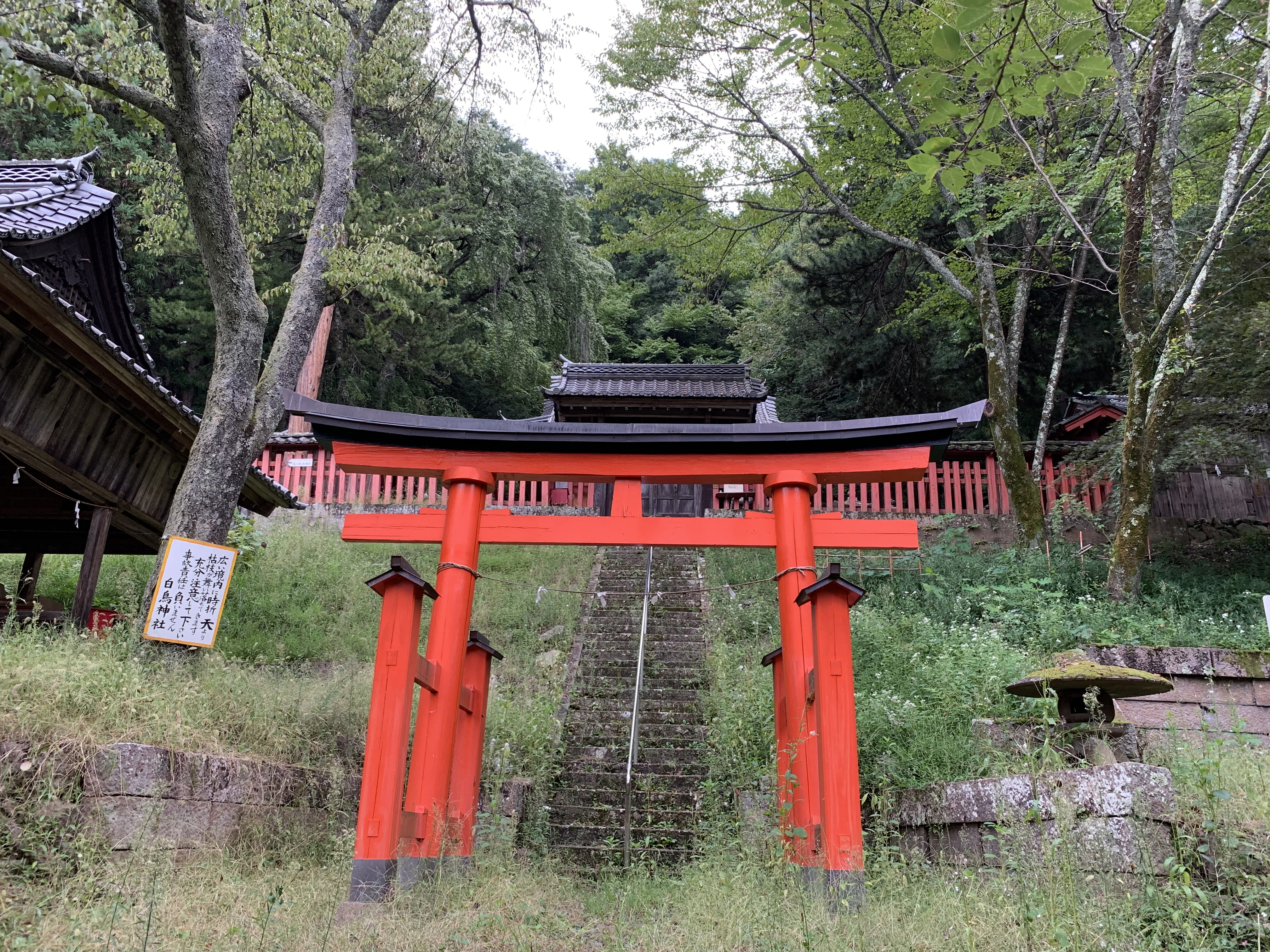
二の鳥居、絵馬殿(左)、惣門(奥)

## 祭神
日本武尊 (やまとたけるのみこと)を主神に真田家の始祖貞元親王（ていげんしんのう）とともに松代藩初代藩主・真田信之を祀る。
松代藩七代藩主・真田幸専(ゆきたか)が現在の社殿を文化10年(1813年)に再建した際に初代藩主・真田信之の霊が合祀された。
昭和26年(1951年)に第2代藩主真田信政からの歴代９柱も合祀された。

## 歴史
松代藩初代藩主・真田信之が元和8年（1622年）に上田より松代に移封された際、祈願寺であった海善寺を松代に移して開善寺としたのに続いて、寛永元年（1624年）に真田家の鎮守社として海野宿に鎮座する白鳥神社(東御市本海野)を分社して現在地に勧請（かんじょう）した。
現在の社殿は、文化10年（1813年）に第六代藩主・真田幸弘(ゆきひろ)と第七代藩主・真田幸専(ゆきたか)を願主として改築された。
明治31年(1898年)に県社に昇格。

## 建造物
一の鳥居を抜けて300メートルほど参道の坂道を登ると二の鳥居があり、その右側に神厩舎(しんきゅうしゃ)、左側に絵馬殿(えまでん)がある。石段を登ると惣門（そうもん）があり、その奥に拝殿、そしてその奥に三社本殿(さんしゃほんでん)がある。
白鳥神社境内地には複数の建築物群が存在するが、三社本殿、拝殿、絵馬殿の三棟が棟札や建築様式等から文化10年（1813年）の建築とされる。

### 三社本殿
三間社流造（さんげんしゃながれづくり）、 杮葺（こけらぶき）。妻飾（つまかざり）は、構造的に古い形式の猪子扠首（いのこさす）。

### 拝殿
入母屋造（いりもやづくり）、桟瓦葺（さんかわらぶき）。内部に障壁画、天井には格天井が張られ、屋根伏は、向拝も含めると十字形を呈する屋根形状となっている。

### 絵馬殿
正面妻側（つまがわ）に切妻屋根（きりづまやね）を複合した特異な造りで、桟瓦葺（さんかわらぶき）。全体の屋根伏は、撞木造り（しゅもくづくり）のような独特な形状となっている。

### 神厩舎
神厩舎の中には第八代藩主・真田幸貫の命で嘉永二年（1849年）に諏訪の立川流彫刻の二代目・立川和四郎富昌(わしろうとみまさ)が制作した木造神馬(じんめ/しんめ)が安置されている。

### 建物群について書かれた立て札
敷地内に設置された立て札には『この建物群は久能山東照宮を小型化して造られたと言われている』という内容の記述がある。

## 所在地
長野県長野市松代町西條東六工3674番地

## 交通アクセス
JR・長野電鉄長野駅からアルピコ交通（川中島バス）松代線「松代高校バス停留所」下車 徒歩10分
上信越自動車道長野ICから約４km（車で10分弱）
JR・長野電鉄長野駅から車で30分